# Bagno Stawek
Rezerwat przyrody Bagno Stawek – torfowiskowy rezerwat przyrody na obszarze Zaborskiego Parku Krajobrazowego w kompleksie leśnym Borów Tucholskich, na terenie gminy Brusy (powiat chojnicki, województwo pomorskie). Został ustanowiony na mocy Zarządzenia Ministra Leśnictwa i Przemysłu Drzewnego z 4 kwietnia 1977 roku. Powierzchnia rezerwatu wynosi 40,80 ha, z czego 18,18 ha zajmują torfowiska.
Ochronie rezerwatu podlega akwen zarastającego eutroficznego jeziora Stawek i okoliczne torfowiska. Jezioro to jest połączone niewielką strugą z jeziorem Płęsno. Znajdują się tu również stanowiska licznych gatunków roślin podlegających ochronie (m.in. bagno zwyczajne, kruszyna pospolita, listera jajowata, rosiczka długolistna, rosiczka okrągłolistna, rosiczka pośrednia, storczyk szerokolistny i widłak jałowcowaty).
Rezerwat jest położony na gruntach Skarbu Państwa, będących w zarządzie Nadleśnictwa Przymuszewo. Nadzór sprawuje Regionalny Dyrektor Ochrony Środowiska w Gdańsku. Na mocy obowiązującego planu ochrony ustanowionego w 2012 roku, ochroną ścisłą objęto 33,42 ha powierzchni rezerwatu, natomiast ochroną czynną 7,92 ha.
Rezerwat znajduje się w granicach dwóch obszarów sieci Natura 2000: siedliskowego „Sandr Brdy” PLH220026 i ptasiego „Wielki Sandr Brdy” PLB220001.
Najbliższymi miejscowościami są Swornegacie i Asmus.